# 波氏鏢鱸

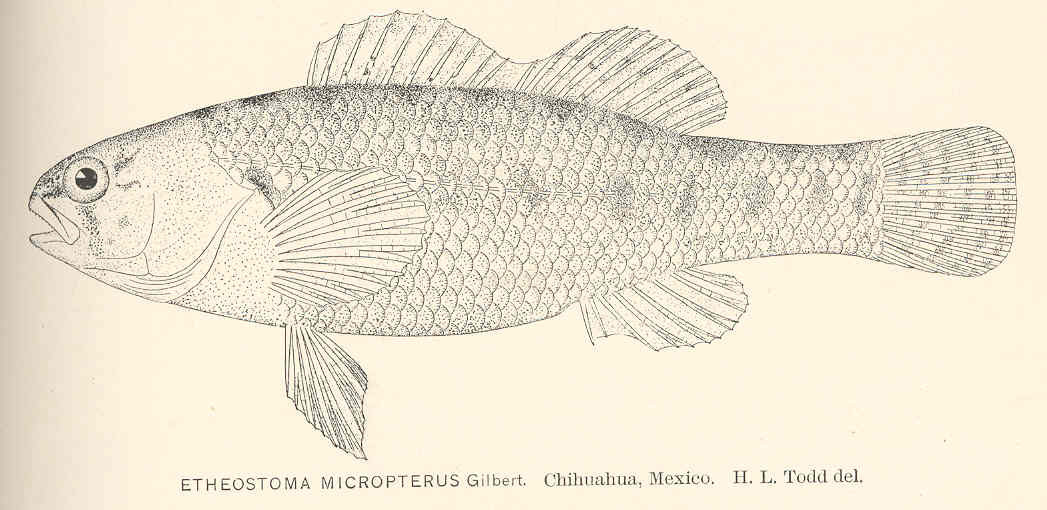

波氏鏢鱸為輻鰭魚綱鱸形目鱸亞目河鱸科的其中一種，被IUCN列為次級保育類動物，分布於墨西哥的太平洋岸的淡水流域，體長可達5.5公分。